# Tbilat
El tbilat es un instrumento de percusión membranófono marroquí. Se puede considerar junto a la "tabla india", uno de los instrumentos más antiguos de dos tambores pequeños unidos. El tbilat está conformado de barro o cerámica de diferente tamaño. Los parches de piel son tensados con cuerdas de tripa entrelazadas. Se coloca en el suelo entre las piernas, y se toca con las dos manos.